# Lycophotia molothina
Lycophotia molothina är en fjärilsart som beskrevs av Eugen Johann Christoph Esper 1789. Lycophotia molothina ingår i släktet Lycophotia och familjen nattflyn. Inga underarter finns listade i Catalogue of Life.